# Шемере
Шемере (фр. Chéméré) насеље је и општина у западној Француској у региону Лоара, у департману Атлантска Лоара која припада префектури Сен Назер.
По подацима из 2011. године у општини је живело 2348 становника, а густина насељености је износила 62,93 становника/km². Општина се простире на површини од 37,31 km². Налази се на средњој надморској висини од 10 m метара (максималној 60 m, а минималној 2 m m).

## Демографија
| 1962. | 1968. | 1975. | 1982. | 1990. | 1999. | 2011. |
| ----- | ----- | ----- | ----- | ----- | ----- | ----- |
| 1.250 | 1.240 | 1.238 | 1.377 | 1.447 | 1.583 | 2.348 |

График промене броја становника у току последњих година